# Circondario di Ciamberì
Il circondario di Ciamberì era uno dei circondari in cui era suddivisa l'omonima provincia del Regno di Sardegna.

## Storia
In seguito all'annessione della Lombardia dal Regno Lombardo-Veneto al Regno di Sardegna (1859), fu emanato il decreto Rattazzi, che riorganizzava la struttura amministrativa del Regno, suddiviso in province, a loro volta suddivise in circondari. Il circondario di Ciamberì fu creato come suddivisione dell'omonima provincia.
Il circondario di Ciamberì ebbe vita breve: venne soppresso nel 1860, con la cessione della Savoia alla Francia.

## Suddivisione
Il circondario di Ciamberì era diviso nei mandamenti di Ciamberì, Yenne, Motte-Servolex, Albens, Le Pont-de-Beauvoisin, Aix, La Rochette, Ruffieux, Montmeillan, Saint-Pierre-d'Albigny, Les Echelles, Saint-Genix e Le Châtelard.